# Officine Grandi Motori
Le Officine Grandi Motori sono un complesso torinese di archeologia industriale compreso nel quadrilatero delimitato da Corso Vercelli, Via Cuneo, Via Damiano e Corso Vigevano, nel quartiere Aurora.

## Storia
Edificate a partire dal 1899 su progetto di Pietro Fenoglio che firma il nucleo storico delle officine che all'epoca appartenevano alle Officine Meccaniche Michele Ansaldi, nel primo decennio del Novecento divengono proprietà della FIAT, che le cedette all'Ansaldo nel 1916 per riacquistarle nel 1923 sancendo la nascita della sezione Grandi Motori.
 La progettazione dei manufatti venne affidata a Giacomo Mattè Trucco, che sovrintendeva l'area firmando la pregevole "Basilica" nel 1911 lungo Corso Vercelli.
 Alla fine degli anni trenta l'area conosce la sua massima espansione, andando ad occupare una superficie di 72 000 m2, equivalente a circa tre isolati.

## Storia recente
Il Programma Integrato denominato "Ambito 9.33 Damiano" del Comune di Torino prevede la demolizione di oltre l'80% dei manufatti per l'edificazione di vari edifici tra cui un grande ipermercato e una torre residenziale.
 A partire dal 2005 il Comitato Tutela OGM si è fatto promotore di un intenso dibattito sul destino di quest'area industriale, nel quale sono coinvolti la proprietà, i progettisti, l'Urban Center Metropolitano ed i cittadini di Torino.
Il 18 ottobre 2010 è cominciata la demolizione dei vecchi manufatti e la relativa bonifica dell'area. L'ex complesso delle Officine Grandi Motori è stato oggetto negli ultimi anni di un fallito intervento di riqualificazione da parte di un gruppo di investitori privati che avrebbero dovuto costruirvi un grosso centro commerciale, cedendone una parte al Comune per insediarvici il Mercato dei fiori ed un Museo delle macchine industriali del Politecnico di Torino, ma dopo la fase iniziale di demolizione parziale dei fabbricati esistenti non è più seguito nulla di significativo.
Ad ottobre 2017 il Comune di Torino ha presentato alla Circoscrizione ed ai residenti un nuovo progetto di riutilizzo dell'area come residenza universitaria, biblioteca e luogo di deposito dell'"e-commerce"
Nel 2018 il comune di Torino ha dichiarato pubblicamente l'inizio dell'iter autorizzativo sulla variante urbanistica necessaria all'inizio dei lavori, annunciati per il 2019, ma a fine anno 2020 ancora non iniziati.
Il 3 agosto 2021 la giunta Appendino ha ufficialmente approvato la variante al piano regolatore. Il 10 ottobre 2021 il Presidente della circoscrizione 7 Luca Deri, appena rieletto, ha affermato: "Tra i primi atti della nuova giunta ci sarà l'approvazione della variante per far partire i lavori, presumibilmente entro l'estate". A dicembre 2022 i lavori però non sono ancora minimamente iniziati.
Il 20 dicembre 2022 la Giunta Comunale approva la definitiva ed ennesima variante urbanistica per trasformare l'area in spazio per la logistica, con un centro commerciale, una residenza universitaria ed una ampia area verde attrezzata di collegamento tra gli edifici, affacciata su Corso Vercelli. 
Finalmente il 25 gennaio 2023 il Consiglio Comunale di Torino vota all'unanimità l'approvazione del progetto di ricostruzione e ristrutturazione di tutta l'estesa area OGM.

## Galleria d'immagini

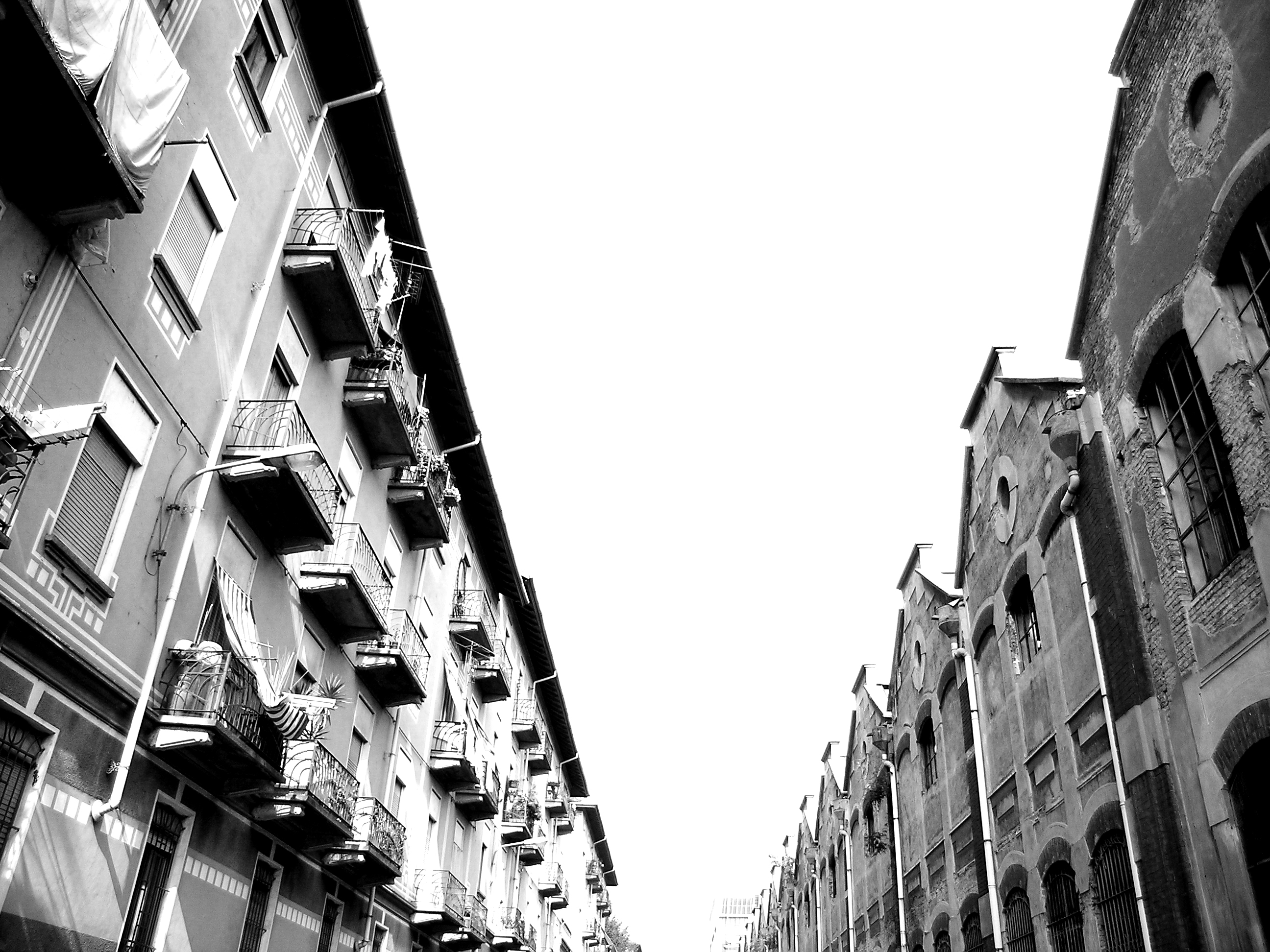
Via Damiano: a destra facciata di Pietro Fenoglio
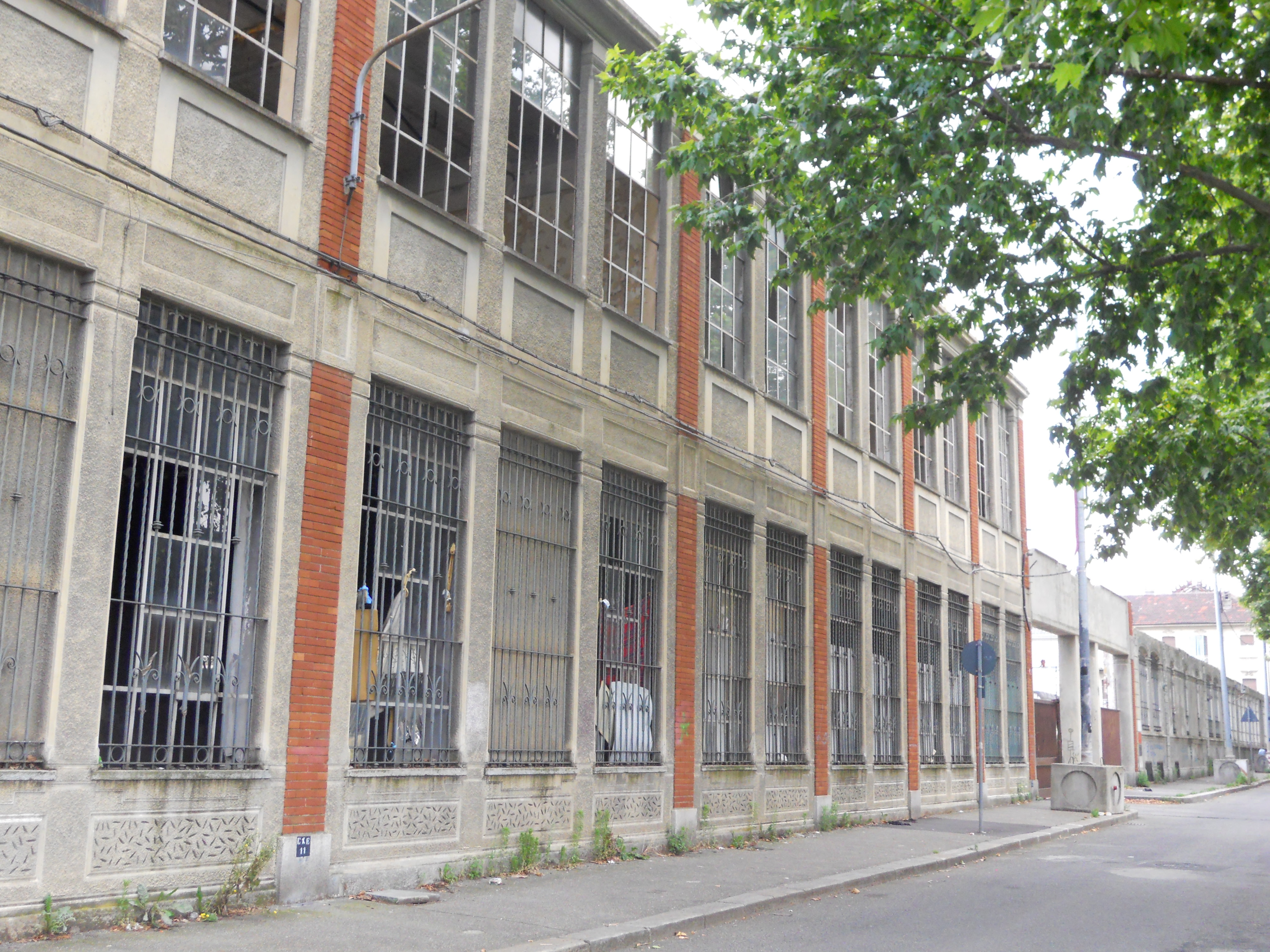
Resti degli edifici dell'Officina Grandi Motori su Via Cuneo nel 2014
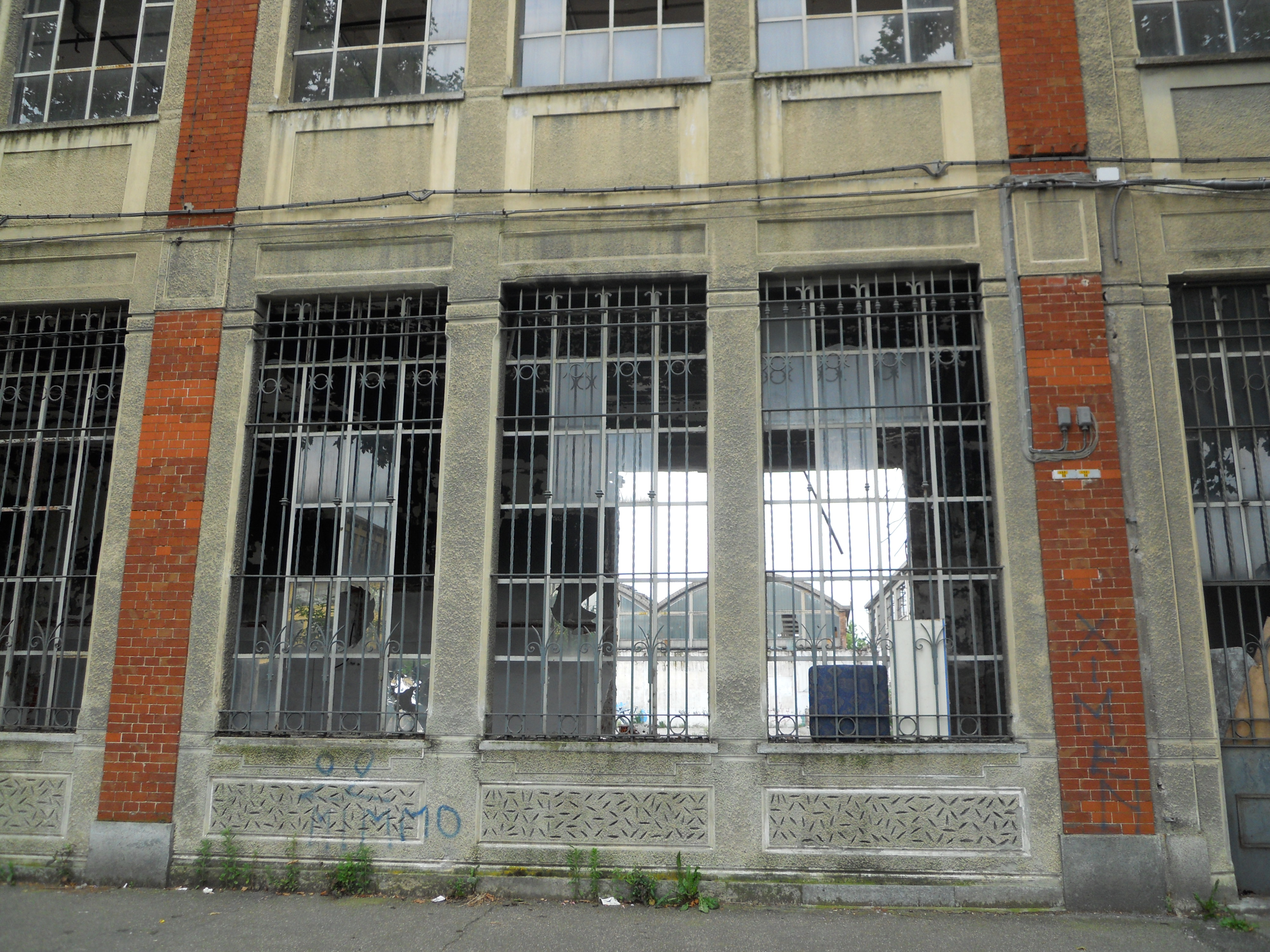
Situazione su Corso Vercelli, inalterata nel 2022